# Zaki Nobel
Zaki Nobel Mehabil, ofte omtalt som Zaki Nobel (født 11. juli 1986 på Østerbro i København ) er en dansk skuespiller. Han har blandt andet medvirket i Indenfor Murene og Jeppe på Bjerget på Det Kongelige Teater og i tv-serierne Equinox og Løgnen.

## Levnedsløb
Zaki Nobel Mehabil er født på Østerbro i København som søn af en dansk mor og en algerisk far. Han har gået på Sortedamskolen og siden på Sankt Annæ Gymnasium, hvor han især var glad for dramafaget. Siden blev han uddannet på Den Danske Scenekunstskole i Aarhus, hvorfra han blev færdig i 2014.

## Roller
Nobel har optrådt i en række roller på både film, tv og teateret:

### TV
- Bedrag (2016, én episode) - engelsk medarbejder på Absalon
- Er vi der ikke snart? (2017, fire episoder) - Sally Nader Jørgensen, skuespiller
- Equinox (2020, seks episoder) - David
- 29 (2020-2021, otte episoder) - Mads
- Kometernes jul (2021, en episode) - Mandlig betjent
- Skyldig 3 (2022, to episoder) - Politibetjent
- Ikke et ord (2023, fire episoder) - Thomas
- Familier som vores (2024, én episode)
- Løgnen (2025, seks episoder) - Patrick

### Film
- Copenhagen (2014) - Bartenderen Markus
- Det stærkeste barn (2016, kortfilm) - Amir
- Den, der lever stille (film) (2023) - læge

### Teater
- De hovedløse (2020, Mungo Park)
- Spejlmanden (2020, Mungo Park)
- Galathea 3000 (2021, Mungo Park)
- Spilleren (2022, Betty Nansen Teatret)
- Richard II (2023, Det Kongelige Teater)
- Indenfor Murene (2024, Det Kongelige Teater) - Jakob Levin
- Jeppe på Bjerget (2025, Det Kongelige Teater) - bl.a. Jakob Skomager[3]